# 23andMe
23andMe는 캘리포니아주 사우스샌프란시스코에 본사를 둔 미국의 개인 유전체학 및 생명공학기술 기업이다. 고객이 단일 염기 다형성 유전형 분석을 사용하여 실험실 분석된 타액 샘플을 제공하고 고객의 조상 및 건강 관련 주제에 대한 유전적 소인과 관련된 보고서를 생성하는 소비자 직접 유전자 테스트 서비스를 제공하는 것으로 가장 잘 알려져 있다. 회사 이름은 이배체 인간 세포에 있는 23쌍의 염색체에서 유래되었다.
2006년에 설립된 23andMe는 곧 현재 다른 모든 주요 회사에서 사용하고 있는 조상에 대한 상염색체 DNA 검사를 제공하기 시작한 최초의 회사가 되었다. 타액 기반 소비자 직접 유전자 검사 사업은 2008년 타임지에서 '올해의 발명품'으로 선정되었다.
이 회사는 이전에 유전자 건강 검사로 인해 미국 식품의약국(FDA)과 어려운 관계를 유지해 왔다. 2015년 10월 현재 미국에서 주문된 DNA 테스트에는 FDA 승인에 따라 개정된 건강 구성 요소가 포함된다. 23andMe는 2014년 10월부터 캐나다에서, 2014년 12월부터 영국에서 조상과 건강 관련 성분을 모두 갖춘 제품을 판매해 왔다.
23andMe는 2021년에 상장 회사가 되었으며 곧 시가총액이 60억 달러에 달했다. 2024년까지 그 가치는 최고치의 2%로 떨어졌다.